# Ozero Malyy Koskol'
Ozero Malyy Koskol' är en saltsjö i Kazakstan. Den ligger i den norra delen av landet, 300 km nordväst om huvudstaden Astana. Arean är 8,5 kvadratkilometer.